# Esparros
Esparros település Franciaországban, Hautes-Pyrénées megyében. Lakosainak száma 166 fő (2022. január 1.). Esparros Arrodets, Asque, Asté, Avezac-Prat-Lahitte, Campan, Hèches, Labastide, Laborde, Lomné és Beyrède-Jumet-Camous községekkel határos.

## Népesség
A település népességének változása:
| Lakosok száma | 160  | 173  | 180  | 183  | 185  | 188  | 180  | 173  | 166  |
|               | 2013 | 2015 | 2016 | 2017 | 2018 | 2019 | 2020 | 2021 | 2022 |